# Оров
Оров (укр. Орів) — село в Трускавецкой городской общине Дрогобычского района Львовской области Украины.

Церковь в селе Оров

Население по переписи 2001 года составляло 1724 человека. Занимает площадь 9,22 км². Почтовый индекс — 82610. Телефонный код — 3251.
На г. Оров планируется строительство ветроэлектростанции. Завершить возведение станции турецкая компания «Атлас Глобал Энерджи» намерена в 2018 году.
В 7 км от Орова находится горнолыжный комплекс Карпатские полонины (uk:Карпатські полонини).